# Nicolás Kanabos
Nicolás Kanabos (Νικολαος Καναβος, Nikolaos Kanabos) fue elegido Emperador bizantino el 27 de enero de 1204 por una asamblea de senadores, sacerdotes, y ciudadanos de Constantinopla en oposición a los coemperadores Isaac II Ángelo y Alejo IV Ángelo. Nicolás era un joven "gentil por naturaleza, de aguda inteligencia y muy versado" que había sido elegido tras tres días de búsqueda entre varios candidatos que no querían asumir tan elevada posición.
Aunque de elección popular, no aceptó el poder imperial, y se refugió en las entrañas de Santa Sofía, donde permanecería por los siguientes seis días y seis noches. Alejo V Ducas, que ya había depuesto a los emperadores al momento de su proclamación, le ofreció una posición prominente, pero Nicolás lo rechazó. Tras esto, Nicolás y su esposa fueron encarcelados.